# Saint-Martin-du-Limet
Saint-Martin-du-Limet è un comune francese di 499 abitanti situato nel dipartimento della Mayenne nella regione dei Paesi della Loira.

## Società

### Evoluzione demografica
Abitanti censiti